# Beatrice Capra
Beatrice Capra (* 6. April 1992 in Baltimore, Maryland) ist eine ehemalige US-amerikanische Tennisspielerin. Sie gewann ein Einzel- und mit wechselnden Partnerinnen zwei Doppelturniere des ITF-Circuits. Ihren sportlich größten Erfolg feierte sie 2010 mit dem Einzug in die dritte Runde der US Open, wo sie ohne Spielgewinn gegen Marija Scharapowa ausschied.
Ihr letztes Turnier bestritt sie im Oktober 2015 in Florence, South Carolina, wo sie in der dritten Qualifikationsrunde gegen Chiara Scholl mit 4:6 und 3:6 verlor.

## Turniersiege

### Einzel
| Nr. | Datum            | Turnier      | Kategorie   | Belag | Finalgegnerin | Ergebnis |
| --- | ---------------- | ------------ | ----------- | ----- | ------------- | -------- |
| 1.  | 11. Oktober 2009 | Williamsburg | ITF $10.000 | Sand  | Yana Koroleva | 6:2, 6:1 |

### Doppel
| Nr. | Datum            | Turnier   | Kategorie   | Belag     | Partnerin       | Finalgegnerinnen               | Ergebnis         |
| --- | ---------------- | --------- | ----------- | --------- | --------------- | ------------------------------ | ---------------- |
| 1.  | 1. Juni 2008     | Sumter    | ITF $10.000 | Hartplatz | Brooke Bolender | Anna Lubinsky Bo Verhulsdonk   | 2:6, 6:2, [10:6] |
| 2.  | 12. Oktober 2008 | Southlake | ITF $10.000 | Hartplatz | Rebecca Marino  | Mary Gambale Elizabeth Lumpkin | 3:6, 6:4, [10:6] |